# Джорджадзе, Варвара Давидовна
Княгиня Барбаре  Давидовна Джорджадзе (груз. ბარბარე ჯორჯაძე в девичестве Эристави груз. ერისთავი; 1833, Кистаури, Кахетия — 10 (22) апреля 1895, Российская империя) — одна из первых грузинских феминисток, драматург, поэтесса, эссеистка, общественный деятель,  автор первого феминистского манифеста и  кулинарной книги «Грузинская кухня и советы по ведению домашнего хозяйства».

## Биография
Родилась в 1833 году в Кистаури, в семье Давида и Нино Эристави и получила хорошее домашнее образование.
В 1845 году, в возрасте 12 лет, была выдана замуж за военнослужащего Захария Джорджадзе, военная карьера которого была неудачной. Большую помощь молодой семье в то время оказал брат Варвары — Рафиел Эристави. Новобрачные поселились в имении Джорджадзе в Греми.
С 1850 года начала писать первые стихи. В 1854 году в газете «Иверия» была опубликована её обширная статья о трагических последствиях налёта лезгин на Кахетию. Параллельно с публицистикой занималась написанием рассказов и пьес. Боролась за всеобщее образование.
В 1858 году в журнале «Цискари» («Утренняя заря») была опубликована её письменная полемика с Ильей Чавчавадзе, выразителем либеральных настроений молодого поколения. Полемика получила название «войны отцов и детей», так как Варвара Джорджадзе выступила в роли критика позиции Чавчавадзе (двадцать лет спустя их убеждения поменялись).
Кутаисским театром была поставлена пьеса Барбаре Джорджадзе «Что искал и что нашёл», который имел большой зрительский успех.Однако получил резкую критику со стороны Ильи Чавчавадзе. Не смотря на это, ряд произведений поэтессы он опубликовал в своём общественно-литературном журнале «Сакартвелос моамбе» («Вестник Грузии»).
Последние годы своей жизни жила вместе с сыном Михаилом, который работал в Ленкоране. 10 апреля 1895 года она отправилась на фаэтоне из Греми в Тифлис и оттуда собиралась к сыну в Ленкорань. При посадке в коляску ей стало плохо, её не смогли привести в чувство, отказало сердце. Похоронена рядом с братом Рафиэлом Эристави.

## Творчество
Стала известна благодаря своей книге «Грузинская кухня и советы по ведению домашнего хозяйства» —  кулинарной книге , изданной в 1874 году (второе издание было осуществлено Тифлисским писателем и переводчиком Михаилом Ахалтеловым, а третий раз книга «Полная кухня» была опубликована в 1914 году дочерью поэтессы Мананой).
Своей активной публицистической и общественной деятельностью, она озвучивала важнейшие для женщин вопросы — писала об образовании, равноправии, самовыражении женщин и необходимости и активного участия в публичной жизни.

«Испокон веков мужчины поносили женщин и поносят по сей день. Все мыслимые и немыслимые пороки приписывали они своей подруге, дабы очернить и унизить её…. Зато сам, окрыленный гордыней, завладел всем вокруг: …. я Господин и все в моей власти. А женщину он полностью поработил…. Даже в семье он оставил за собой все преимущества, принизив труд женщины и понося её же — и дура ты безмозглая…. настоящим чувствам неспособна, лжива и коварна, а ещё к изменам склонна… Однако, даже такое жестокое подавление не убило в наших женщинах талант и разум… Кто же у нас заботился об образовании детей, обучал их грамоте, если не женщины, ведь мужчины в это время воевали? Именно через женское старание и труды было сохранено и донесено до наших дней все богатство грузинского языка… Пора нашим мужчинам обуздать свою высокомерную гордыню и предоставить своим сестрам равную возможность образования и развития»
— отрывки из письма Варвары Джорджадзе
Её перу принадлежат также пьесы, стихи, реалистические рассказы, а также учебник «Начало учёбы» (не сохранился), который в начале 1860-х (до Иакоба Гогебашвили, которого считают автором первой классической азбуки «Деда эна») предлагал новую концепцию изучения алфавита.

## Память
- В 1988 году была издана книга Барбаре Джорджадзе под заголовком «Избранные сочинения», куда вошли проза, поэзия, публицистика, критика и драматургия.
- В Национальной библиотеке Грузии при поддержке Женского фонда в Грузии, Программы развития ООН и правительства Швеции, в рамках совместной программы ООН «Гендерное равноправие», в 2017 году создан феминистский кабинет имени Барбаре Джорджадзе[6].
- Ряд ресторанов специализируются на грузинской кухне по рецептуре, изложенной в книге Барбаре Джорджадзе.

## Семья
- Отец — Давид Эристави (1795 — ?)
- Мать — Нино Эристави (в девичестве Амилахвари)
- Брат — князь Рафиел Эристави (1824—1901) грузинский поэт, переводчик, этнограф и собиратель фольклора.
- Сестра — Анна Эристави-Чавчавадзе, уехала вместе с грузинскими военными на русско-османскую войну сестрой милосердия, заразилась болезнью и умерла молодой.
- Брат — Йосеб (Сосико) Эристави, занимался сельским хозяйством.
- Муж — Закария Джорджадзе, военнослужащий, венчание состоялось в 1845 году.
  - Сын — Ношреван Джорджадзе
  - Сын — Михаил Джорджадзе
  - Дочь — Манана Джорджадзе, в браке с уроженцем Германии адвокатом Николаем Гехтманом имела сына Георгия Гехтмана (1870—1956)